# Geodia micraster
Geodia micraster är en svampdjursart som beskrevs av Lendenfeld 1907. Isops micraster ingår i släktet Geodia och familjen Geodiidae.
Artens utbredningsområde är havet kring Seychellerna. Inga underarter finns listade i World Register of Marine Species.
Exemplaret som användes för artens vetenskapliga beskrivning (holotyp) insamlades under en tysk expedition med ångaren Valdivia 1898–1899.